# Tetragoneura minor
Tetragoneura minor är en tvåvingeart som beskrevs av Günther Enderlein 1910. Tetragoneura minor ingår i släktet Tetragoneura och familjen svampmyggor. Inga underarter finns listade i Catalogue of Life.